# Нижанківський Степан Остапович
Нижанківський Степан Остапович (3 січня 1897, с. Довжанка, Тернопільський повіт — 9 червня 1931, м. Стрий) — політичний діяч, член Української військової організації та Організації українських націоналістів. Син Остапа Нижанківського. Учасник національно-визвольної боротьби українського народу 1918—20,  поручник (з 1.03.1919) Української Галицької армії.

## Життєпис
Після війни опинився в Чехословаччині, активний діяч студентського руху, голова Центрального союзу українського студентства (1926—27), співпрацював у «Студентському віснику». Один із засновників Української громади в ЧСР, був головою Групи української національної молоді в ЧСР, співредактором журналу «Національна думка», секретарем управи Союзу організацій українських націоналістів (1927), представником УВО у ЧСР. 
Брав участь у 1-й і 2-й конференціях українських націоналістів у Берліні (3—7 листопада 1927) та Празі (8—9 квітня 1928). Автор 2-х рефератів на 1-й конгрес ОУН. Після конгресу обраний членом Головного суду ОУН, також був відповідальним редактором органу Проводу українських націоналістів — журналу «Розбудова нації». 
Після смерті С.Охримовича в квітні 1931 призначений крайовим провідником ОУН на західноукраїнських землях, але невдовзі помер внаслідок тяжкої недуги в м. Стрий.